# Sukoharjo (Regierungsbezirk)

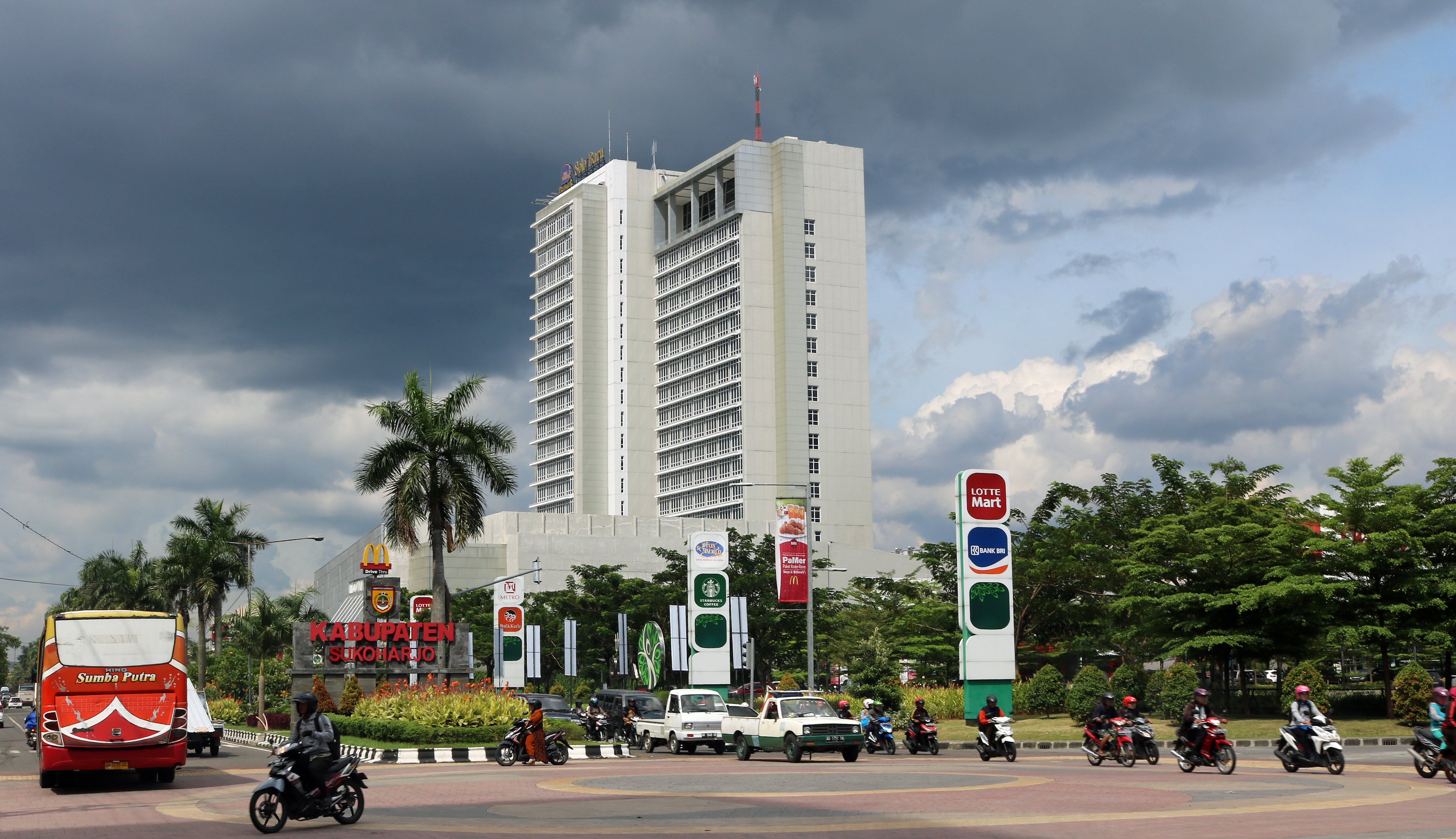
reg

Sukoharjo ist ein indonesischer Regierungsbezirk (Kabupaten) in der Provinz Jawa Tengah, im Zentrum der Insel Java. Mitte 2022 leben hier circa 0,9 Millionen Menschen. Hauptstadt und Regierungssitz des Verwaltungsdistrikts ist die Stadt Sukoharjo, etwa 90 Kilometer südöstlich der Provinzhauptstadt Semarang.

## Geografie

### Lage
Der Regierungsbezirk erstreckt sich zwischen 7°32′17″ und 7°49′32″ s. Br. sowie zwischen 110°42′07″ und 110°57′34″ ö. L. und grenzt im Norden an die Stadt Surakarta, im Nordosten und Osten an den Regierungsbezirk Karanganyar, im Süden an den Regierungsbezirk Wonogiri, im Südosten an die autonome Stadt Yogyakarta (Bezirk Gunungkidul), im Westen an den Regierungsbezirk Klaten sowie im Nordwesten an den Regierungsbezirk Boyolali.
Der Regierungsbezirk ist Teil der Metropolregion von Surakarta, die als Subosukawonosraten bekannt ist. Der Fluss Bengawan Solo „teilt“ diesen Regierungsbezirk in zwei Teile. Der nördliche Teil ist in der Regel flach und wellig und bildet das Einzugsgebiet der Stadt Surakarta, während der südliche Teil bergig ist.

## Verwaltungsgliederung
Administrativ unterteilt sich Sukohrajo in 12 Distrikte (Kecamatan) mit wiederum 167 Dörfern, immerhin haben 17 davon als Kelurahan einen urbanen Charakter.
| Code 1   | Kecamatan Distrikt | Ibu Kota Verwaltungssitz | Fläche (km²) | Einwohner Census 2010 2 | Volkszählung 2020 | Volkszählung 2020 | Volkszählung 2020 | Anzahl der | Anzahl der |
| Code 1   | Kecamatan Distrikt | Ibu Kota Verwaltungssitz | Fläche (km²) | Einwohner Census 2010 2 | Einwohner 3       | 0Dichte 40        | Sex Ratio 5       | Desa 6     | Kel. 7     |
| -------- | ------------------ | ------------------------ | ------------ | ----------------------- | ----------------- | ----------------- | ----------------- | ---------- | ---------- |
| 33.11.01 | Weru               | Ngreco                   | 41,98        | 49.147                  | 54.795            | 1.305,26          | 99,4              | 13         | –          |
| 33.11.02 | Bulu               | Bulu                     | 43,86        | 27.813                  | 34.104            | 777,56            | 102,9             | 12         | –          |
| 33.11.03 | Tawangsari         | Lorog                    | 39,98        | 47.791                  | 52.538            | 1.314,11          | 100,9             | 12         | –          |
| 33.11.04 | Sukoharjo          | Joho                     | 44,58        | 88.046                  | 97.020            | 2.176,31          | 100,4             |            | 14         |
| 33.11.05 | Nguter             | Nguter                   | 54,88        | 42.059                  | 52.309            | 953,15            | 101,5             | 16         | –          |
| 33.11.06 | Bendosari          | Mulur                    | 52,99        | 51.940                  | 61.563            | 1.161,79          | 99,6              | 13         | 1          |
| 33.11.07 | Polokarto          | Mranggen                 | 62,18        | 73.264                  | 83.748            | 1.346,86          | 100,6             | 17         | –          |
| 33.11.08 | Mojolaban          | Bekonang                 | 35,54        | 86.038                  | 96.533            | 2.716,18          | 99,8              | 15         | –          |
| 33.11.09 | Grogol             | Madegondo                | 30,00        | 127.886                 | 128.193           | 4.273,10          | 100,3             | 14         | –          |
| 33.11.10 | Baki               | Kadilangu                | 21,97        | 68.386                  | 76.422            | 3.478,47          | 100,8             | 14         | –          |
| 33.11.11 | Gatak              | Blimbing                 | 19,47        | 46.463                  | 54.309            | 2.789,37          | 100,6             | 14         | –          |
| 33.11.12 | Kartasura          | Singopuran               | 19,23        | 115.405                 | 116.053           | 6.035,00          | 98,1              | 10         | 2          |
| 33.11    | Kab. Sukoharjo     |                          | 466,66       | 824.238                 | 907.587           | 1.944,86          | 100,2             | 160        | 17         |

## Demographie
Zur Volkszählung im September 2020 lebten im Kabupaten Banyumas 907.587 Menschen, davon 453.444 Frauen (50,36 %) und 454.143 Männer. Gegenüber dem letzten Census (2010) sank der Frauenanteil um 0,40 Prozent. 69,96 % (634 907) gehörten 2020 zur erwerbsfähigen Bevölkerung; 21,87 % waren Kinder (bis 14 Jahre) und 8,17 % waren im Rentenalter (ab 65 Jahren).
Mitte 2022 bekannten sich 95,57 Prozent der Einwohner zum Islam, Christen waren mit 4,31 % (26.786 ev.-luth. / 11.971 röm.-kath.) vertreten, 0,07 % waren Buddhisten und 0,04 % Hindus. Zur gleichen Zeit waren von der Gesamtbevölkerung 42,45 % ledig; 50,17 % verheiratet; 1,86 % geschieden und 5,51 % verwitwet.

### Bevölkerungsentwicklung
| SP/SUPAS       | 1971         | 1980         | 1990         | 1995         | 2000         | 2005         | 2010         | 2015         | 2020         |
| -------------- | ------------ | ------------ | ------------ | ------------ | ------------ | ------------ | ------------ | ------------ | ------------ |
| Kab. Sukoharjo | 493.712      | 596.428      | 672.831      | 707.553      | 780.949      | 798.574      | 824.238      | 863.528      | 907.587      |
| Anteil in %    | 2,26 %       | 2,35 %       | 2,36 %       | 2,27 %       | 2,63 %       | 2,47 %       | 2,26 %       | 2,56 %       | 2,47 %       |
| Jawa Tengah    | .21.877.081. | .25.372.889. | .28.521.692. | .31.223.258. | .29.653.266. | .32.382.657. | .36.516.035. | .33.753.023. | .36.742.501. |

| Rang unter den 29 Kabupaten der Provinz (06/2022) | Rang unter den 29 Kabupaten der Provinz (06/2022) |
| ------------------------------------------------- | ------------------------------------------------- |
| Fläche                                            | 00028                                             |
| Einwohnerzahl                                     | 00024                                             |
| Dichte                                            | 00003                                             |

- Bevölkerungsentwicklung des Kabupaten Sukoharjo von 1971 bis 2020
- Ergebnisse der Volkszählungen Nr. 3 bis 8 – Sensus Penduduk (SP)
- Ergebnisse von drei intercensalen Bevölkerungsübersichten (1995, 2005, 2015) – Survei Penduduk Antar Sensus (SUPAS)[6]

## Persönlichkeiten
- Antonius Baldinuci Saridjo (* 1940), Offizier